# Podprefektura Hidaka
Podprefektura Hidaka (jap. 日高振興局 Hidaka-shinkō-kyoku) – podprefektura w Japonii, na wyspie Hokkaido. Podprefektura ma powierzchnię 4 811,16 km². W 2020 r. mieszkały w niej 63 372 osoby, w 29 824 gospodarstwach domowych  (w 2010 r. 75 321 osób, w 32 292 gospodarstwach domowych) .
W 1897 r. została utworzona podprefektura Urakawa, która w 1932 r. zmieniła nazwę na podprefekturę Hidaka. Siedziba administracyjna znajduje się w Urakawie. 

## Podział administracyjny
W skład podprefektury wchodzi 7 mniejszych miast (chō).
| Nazwa                | Nazwa               | Nazwa      | Powierzchnia (km²) | Ludność | Kod jednostki | Mapa |
| Polska nazwa         | Rōmaji              | Kanji      | Powierzchnia (km²) | Ludność | Kod jednostki | Mapa |
| -------------------- | ------------------- | ---------- | ------------------ | ------- | ------------- | ---- |
| Biratori             | Biratori-chō        | 平取町     | 743,09             | 4 776   | 01602         |      |
| Erimo                | Erimo-chō           | えりも町   | 284,00             | 4 374   | 01609         |      |
| Hidaka               | Hidaka-chō          | 日高町     | 992,14             | 11 279  | 01601         |      |
| Niikappu             | Niikappu-chō        | 新冠町     | 585,81             | 5 309   | 01604         |      |
| Samani               | Samani-chō          | 様似町     | 364,30             | 4 043   | 01608         |      |
| Shinhidaka           | Shinhidaka-chō      | 新ひだか町 | 1 147,55           | 21 517  | 01610         |      |
| Urakawa (stolica)    | Urakawa-chō         | 浦河町     | 694,26             | 12 074  | 01607         |      |
| Podprefektura Hidaka | Hidaka-shinkō-kyoku | 日高振興局 | 4 811,16           | 63 372  | 01600         |      |